# Morrison Hotel
Morrison Hotel je peti studijski album skupine The Doors.
Izšel je 9. februarja 1970 pri založbi Elektra Records.

## Seznam skladb
| Stran 1: Hard Rock Café | Stran 1: Hard Rock Café | Stran 1: Hard Rock Café | Stran 1: Hard Rock Café |
| Št.                     | Naslov                  | Pisec                   | Dolžina                 |
| ----------------------- | ----------------------- | ----------------------- | ----------------------- |
| 1.                      | „Roadhouse Blues‟       | Jim Morrison            | 4:04                    |
| 2.                      | „Waiting for the Sun‟   | Morrison                | 3:58                    |
| 3.                      | „You Make Me Real‟      | Morrison                | 2:50                    |
| 4.                      | „Peace Frog‟            | Morrison, Krieger       | 2:52                    |
| 5.                      | „Blue Sunday‟           | Morrison                | 2:08                    |
| 6.                      | „Ship of Fools‟         | Morrison, Krieger       | 3:06                    |

| Stran 2: Morrison Hotel | Stran 2: Morrison Hotel | Stran 2: Morrison Hotel | Stran 2: Morrison Hotel |
| Št.                     | Naslov                  | Pisec                   | Dolžina                 |
| ----------------------- | ----------------------- | ----------------------- | ----------------------- |
| 1.                      | „Land Ho!‟              | Morrison, Krieger       | 4:08                    |
| 2.                      | „The Spy‟               | Morrison                | 4:15                    |
| 3.                      | „Queen of the Highway‟  | Morrison, Krieger       | 2:47                    |
| 4.                      | „Indian Summer‟         | Morrison, Krieger       | 2:33                    |
| 5.                      | „Maggie M'Gill‟         | Morrison                | 4:24                    |
| Skupna dolžina:         | Skupna dolžina:         | Skupna dolžina:         | 37:47                   |

## Zasedba

### The Doors
- Jim Morrison – vokal
- Ray Manzarek – klavir, orgle
- Robby Krieger – kitara
- John Densmore – bobni

### Dodatni glasbeniki
- Ray Neapolitan – bas kitara
- Lonnie Mack – bas kitara
- John Sebastian – harmonika